# Roberto Bernardi
Roberto Bernardi (Todi, 18 maggio 1974) è un pittore italiano, esponente del movimento fotorealista.

## Biografia
I suoi primi lavori ad olio sono della prima metà degli anni ottanta.
Nel 1993 dopo aver conseguito la maturità scientifica, si trasferisce a Roma dove, oltre a dipingere, lavora come restauratore presso la chiesa di San Francesco a Ripa.
Dal 1994 decide di dedicarsi a tempo pieno alla creazione dei suoi quadri e in particolare si avvicina al fotorealismo, movimento nato in America negli anni settanta.

## Esposizioni
Nel settembre del 1994 tiene la sua prima mostra personale.
Dal 1997 i suoi lavori prendono parte a numerose mostre personali e collettive in Europa e negli Stati Uniti.
Nel 2010 l'Eni commissiona all'artista un'opera che verrà presentata in occasione della campagna pubblicitaria della società petrolchimica Polimeri Europa del gruppo Eni al K2010 di Düsseldorf.
Nel 2014 viene invitato alla "2014 Contemporary Realism Biennial" che si tiene al Fort Wayne Museum of Art negli Stati Uniti.
Tra le maggiori personali vanno ricordate quelle alla Bernarducci.Meisel.Gallery di New York dove l'artista espone diverse volte fra il 2003 e il 2014 e nel 2009 al Hermitage Museum and Gardens, Norfolk, VA, USA.
Tra le maggiori esposizioni con il gruppo del movimento Fotorealista vanno ricordate quella nel 2004 al New Britain Museum of American Art (New Britain), al Herbert F. Johnson Museum of Art (Ithaca, Cornell University), nel 2005 all'Arnot Art Museum (Elmira), nel 2007 ai Musei Capitolini a Roma, nel 2009 al Manhattanville College (New York), nel 2012 al Kunsthalle Tübingen (Tubinga), al MANA Art Center (Jersey City), alla Selby Gallery – Ringling College of Art and Design (Sarasota), nel 2013 al Museo Thyssen-Bornemisza (Madrid), al Birmingham Museum and Art Gallery(Birmingham), all'Oklahoma City Museum of Art (Oklahoma City), nel 2014 al Museo de Bellas Artes de Bilbao, (Bilbao), al New Orleans Museum of Art (New Orleans).